# Teucholabis (Teucholabis) gorana
Teucholabis (Teucholabis) gorana is een tweevleugelige uit de familie steltmuggen (Limoniidae). De soort komt voor in het Australaziatisch gebied.